# D'Kräz

D’Kräz est une revue annuelle d'histoire et de géographie régionale éditée par le Museums- und Geschichtsverein Schramberg und Umgebung e. V. à Schramberg (Allemagne). D’Kräz fut fondée en 1981. 
D’Kräz est le nom des paniers portés sur le dos avec lesquels les horlogers de la Forêt-Noire transportaient leur boîtiers d‘horloge des fermes et des ateliers aux places de marchés. D’Kräz publie des articles originaux sur l’histoire et la géographie régionale de la Moyenne Forêt Noire, de la Herrschaft Schramberg (la seigneurie de Schramberg), de la Raumschaft Schramberg et de la ville de Schramberg. La revue publie aussi une chronique annuelle de la ville de Schramberg. 